# Kauldi Odriozola
Kauldi Odriozola, né le 7 janvier 1997 à Zumaia, est un handballeur international  espagnol. Gaucher, il évolue au poste d'ailier droit au sein du HBC Nantes.

## Palmarès

### En équipe nationale
Principales compétitions
- Médaille d'argent au Championnat d'Europe 2022
- Médaille de bronze au Championnat du monde 2023
- 13e place au Championnat d'Europe 2024
- Médaille de bronze aux Jeux olympiques de 2024

Autres compétitions
- Médaille d'or au Championnat du monde junior 2017
- Médaille de bronze aux Jeux méditerranéens de 2018
- Médaille d'or aux Jeux méditerranéens de 2022

### En club
- Deuxième du Champion d'Espagne (2) : 2019, 2021
- Finaliste de la Coupe ASOBAL (3) : 2019, 2020, 2022
- Deuxième du Championnat de France (1) : 2024
- Vainqueur de la Coupe de France (2) : 2023 et 2024
- Trophée des champions
  - Vainqueur (2) : 2022 et 2024
  - Finaliste (1) : 2023

### Distinctions individuelles
- élu meilleur ailier droit du championnat d'Espagne (2) : 2017-2018 et  2018-2019
- élu meilleur espoir du championnat d'Espagne (1) : 2016-2017
- élu meilleur ailier droit du champion d'Europe jeunes (1) : 2014 (de)